# Kevin MacLeod
Kevin MacLeod (/məˈklaʊd/ mə-KLOWD; sinh ngày 28 tháng 9 năm 1972) là một nhạc sĩ và nhà soạn nhạc người Mỹ. MacLeod đã tạo hơn 2,000 bài âm nhạc miễn phí dưới một giấy phép Creative Commons. Giấy phép này cho phép bất kỳ ai dùng nhạc của anh miễn phí, miễn là họ ghi công anh, dẫn đến âm nhạc của anh sử dụng trong hàng ngàn các phim.

## Âm nhạc

### Album
- 2006: Dorney Rock
- 2006: Missing Hits 2
- 2012: Cuentos de Recuperación (với Sonia Echezuria)
- 2014: Horror Soundscapes
- 2014: Highland Strands
- 2014: Ghostpocalypse
- 2014: Calming
- 2014: Hard Electronic
- 2014: Madness and Paranoia
- 2014: PsychoKiller
- 2014: Supernatural Haunting
- 2014: The Ambient
- 2014: Cephalopod
- 2014: Dark World
- 2014: Disco Ultralounge
- 2014: Polka! Polka! Polka!
- 2014: Primal Drive
- 2014: Sadness
- 2014: The Descent
- 2014: Dark Continent
- 2014: Wonders
- 2014: Action Cuts
- 2014: Aspiring
- 2014: Light Electronic
- 2014: Medium Electronic
- 2014: Mystery
- 2014: Tenebrous Brothers Carnival
- 2014: Atlantean Twilight
- 2014: Healing
- 2014: Latinesque
- 2014: Take the Lead
- 2014: Thatched Villagers
- 2014: Happyrock
- 2014: Music to Delight
- 2014: Silent Film: Light Collection
- 2014: Vadodara
- 2014: Bitter Suite
- 2014: Comedy Scoring
- 2014: Reunited
- 2014: Funkorama
- 2014: Oddities
- 2014: Silent Film: Dark Collection
- 2015: Christmas!
- 2015: Darkness
- 2015: Exhilarate
- 2015: Film Noire
- 2015: Netherworld Shanty
- 2015: Romance
- 2015: Video Classica
- 2015: Virtutes Instrumenti
- 2015: Ossuary
- 2015: Pixelland
- 2016: Maccary Bay
- 2016: Mystic Force
- 2016: Anamalie
- 2016: Final Battle
- 2016: Carpe Diem
- 2016: Groovy
- 2016: Mesmerize
- 2016: Traveller
- 2017: Shadowlands
- 2017: Destruction Device
- 2017: Spirit
- 2017: Ferret
- 2017: Teh Jazzes
- 2017: Miami Nights
- 2018: Spring Chicken
- 2018. Sheep Reliability
- 2019: Meditation
- 2019: Epic
- 2019: The Complete Game Music Bundle
- 2019: Complete Collection (Creative Commons)
- 2020: SCP-XXX
- 2020: Relaxx
- 2021: Missing Hits
- 2021: The Waltzes
- 2021: Missing Hits C to E
- 2021: Missing Hits N to R
- 2021: Missing Hits Calmness
- 2021: Missing Hits F to J
- 2021: Missing Hits K to M
- 2021: Missing Hits A to B
- 2021: Missing Hits S to T
- 2021: Missing Hits U to Z

### Đĩa đơn
- 2011: The Cannery
- 2014: Tranquility 5
- 2014: Sneaky Snitch
- 2014: Fluffing a Duck
- 2014: Orrganic Meditation
- 2014: Touching Moments
- 2014: Impact
- 2015: Guts and Bourbon
- 2015: Somewhere Sunny
- 2015: Garden Music
- 2016: Vicious
- 2017: Ever Mindful
- 2018: Magic Scout: A Calm Experience
- 2018: Laserpack
- 2019: Dream Catcher
- 2019: Flying Kerfufle
- 2019: Le Grand Chase
- 2019: Crusade: Heavy Industry
- 2019: OnionCapers
- 2019: Envision
- 2019: Glitter Blast
- 2019: Leaving Home
- 2019: Magistar
- 2019: Midnight Tale
- 2019: River Flute
- 2019: Symmetry
- 2019: Sovereign
- 2019: Hustle Hard
- 2019: Almost Bliss
- 2019: Beauty Flow
- 2019: Half Mystery
- 2019: Past Sadness
- 2019: Raving Energy
- 2019: Rising Tide
- 2019: Tyrant
- 2019: Sincerely
- 2019: Celebration
- 2019: Deep and Dirty
- 2019: Fuzzball Parade
- 2019: Lotus
- 2019: Realizer
- 2019: Stay the Course
- 2019: Verano Sensual
- 2019: Wholesome
- 2019: Farting Around
- 2019: Aquarium
- 2019: Monkeys Spinning Monkeys
- 2019: A Kevin MacLeod Xmas
- 2019: Folk?
- 2019: Menagerie
- 2020: Worldish
- 2019: Scheming Weasel (Peukie Remix)
- 2020: What You Want
- 2020: Island Music
- 2020: On Hold for You
- 2020: Canons in D
- 2020: Project 80s
- 2021: World
- 2021: Now That's Now!
- 2021: Night in the Castle
- 2021: Adventures in Adventureland
- 2021: WOTSITS!!!!
- 2021: Space Jazz
- 2021: Ethereal Relaxation
- 2022: Journey to Ascend
- 2022: Boogie Party